# Gemfire
Gemfire (ook wel Royal Blood of Super Royal Blood) is een computerspel dat werd ontwikkeld en uitgegeven door KOEI. Het spel kwam in 1991 uit voor de Nintendo Entertainment System, NES en de PC-98. Het spel speelt zich af op het eiland Ishmeria waar zes tovenaars leefden met ieder unieke toverkunsten. Zij gebruikten de krachten om het eiland te beschermen tot op een dag een zwarte tovenaar een draak opriep en via zijn kunsten de zes tovenaars gezamenlijk uitdaagde. Deze draak wordt in de legende Gemfire genoemd. De tovenaars verslaan het beest en sluiten het op in een kroon. Eeuwen later komt de kroon in handen van een zeer hebberige Koning die regeert over Ishmeria. Zijn dochter kan zijn daden niet meer aanzien en mobiliseert een opstand tegen haar vader. In het land Ishmeria woedt nu in een oorlog tussen de koning en de prinses.

## Platforms
| Jaar | Platform                                           |
| ---- | -------------------------------------------------- |
| 1991 | MSX 2, NES, PC-98                                  |
| 1992 | DOS, FM Towns, SNES, Sega Mega Drive, Sharp X68000 |

## Ontvangst
| Beoordeeld door       | Platform        | Datum            | Score |
| --------------------- | --------------- | ---------------- | ----- |
| Sega-16.com           | Sega Mega Drive | 21 januari 2010  | 100%  |
| PC Player (Duitsland) | DOS             | januari 1993     | 65%   |
| Power Play            | DOS             | januari 1993     | 64%   |
| Legendra              | Sega Mega Drive | 24 augustus 2002 | 60%   |